# しらさわグリーンパーク
しらさわグリーンパーク（別称・楽天イーグルスグリーンパーク本宮）は、福島県本宮市にある野球場である。

## 概要
1994年（旧白沢村）に完成。主として高校野球を中心とした福島県のアマチュア野球大会、あるいはイースタン・リーグの公式戦に使われている。
2008年10月、宮城県に本拠地を置き、東北各地で野球教室を実施する東北楽天ゴールデンイーグルスと命名権を締結し、「イーグルスグリーンパーク本宮」として生まれ変わった。
2011年3月11日に発生した東日本大震災、その後の福島第一原子力発電所事故により、併設のサッカー場や駐車場が浪江町の仮設住宅となっている。
2015年よりベースボール・チャレンジ・リーグに加盟した福島ホープスが初年度に公式戦を開催した。2015年は5試合を実施し、いわきグリーンスタジアムに次ぐ試合数（福島県営あづま球場・郡山総合運動場開成山野球場と同数）であった。しかし、2016年と2017年は開催がなかった。2018年に3年ぶりに1試合を開催、チーム名が福島レッドホープスとなった2019年も1試合を開催したが、2020年は開催がなかった。2021年以降は毎年試合を開催しており、2022年と2024年はチームの最多公式戦開催球場（それぞれ6試合と8試合）となった。
2024年にはダッグアウトやトイレ、照明、外野のラバーフェンスを改修するなど整備が続けられてきたが、2025年5月下旬、球場周辺の電線が盗まれ、ナイターができない状態となった。

## 施設概要
- 両翼:100m 中堅:122m
- 内野：クレー舗装、外野：天然芝
- 照明:4基
- 収容人員:3,826人（内野:1,666人、外野:2,160人）

## 関連記事
- 日本の野球場一覧
- 東北楽天ゴールデンイーグルス

以下の3球場もイーグルスが命名権を持っている。
- 利府町中央公園野球場（「イーグルス利府球場」）
- 湯沢市稲川野球場（「イーグルススタジアム稲川」）
- 岩泉球場（「イーグルス岩泉球場」）